# Crow Wing County
Crow Wing County är ett administrativt område i delstaten Minnesota i USA. År 2010 hade countyt 62 500 invånare. Den administrativa huvudorten (county seat) är Brainerd.

## Politik
Crow Wing County röstar i regel republikanskt. Republikanernas kandidat har vunnit området i samtliga presidentval under 2000-talet. I valet 2016 vann republikanernas kandidat med siffrorna 62,2 procent mot 30,6 för demokraternas kandidat, vilket var den största segern i området för en republikansk kandidat sedan valet 1928. Även historiskt har republikanerna varit starka i området, bortsett från under 1930- och 40-talen då demokraternas kandidat vann området i fem raka presidentval.

## Geografi
Enligt United States Census Bureau har countyt en total area på 2 995 km². 2 581 km² av den arean är land och 414 km² är vatten.  

### Angränsande countyn
- Aitkin County - nordost
- Mille Lacs County - sydost
- Morrison County - sydväst
- Cass County - nordväst, norr